# Wahl zum Abgeordnetenhaus von Berlin 1954
- SPD: 64
- FDP: 19
- CDU: 44

- Regierung: 108
- Opposition: 19

Die Wahl zum Abgeordnetenhaus von Berlin vom 5. Dezember 1954 fanden zusammen mit den Wahlen der zwölf Bezirksverordnetenversammlungen statt. Als Spitzenkandidat der SPD trat der langjährige Parlamentspräsident Otto Suhr an, für die CDU Walther Schreiber, der nach dem Tod Ernst Reuters im Oktober 1953 das Amt des Regierenden Bürgermeisters übernommen hatte.

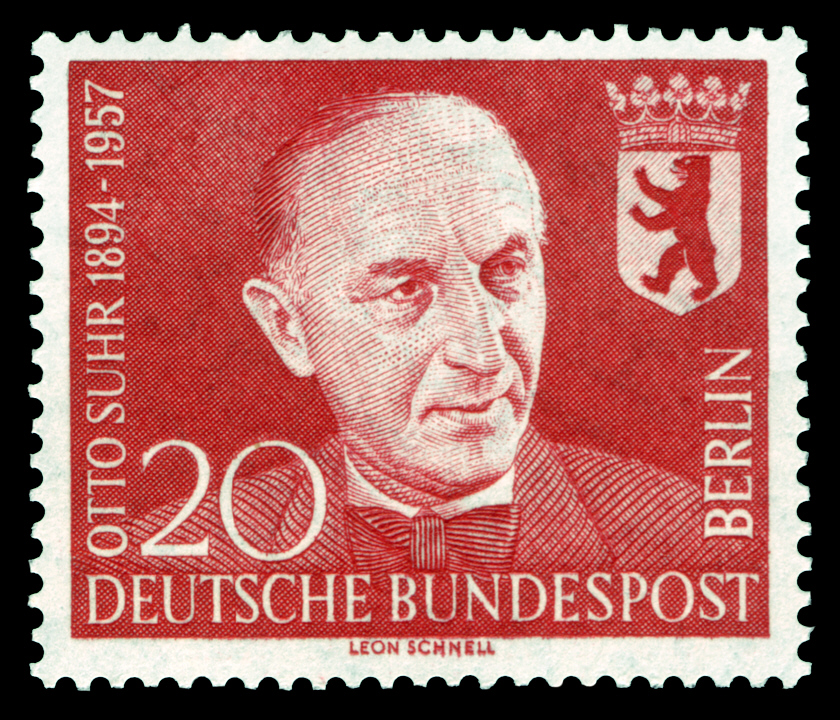
Otto Suhr (West-Berliner Briefmarke 1958)

Die seitdem in der Opposition befindliche SPD verlor zwar 0,1 Prozentpunkte, erhielt aber mit 44,6 % der Stimmen 64 der 127 Mandate und damit die absolute Mehrheit der Mandate. Demgegenüber standen die CDU mit 30,4 % der Stimmen (was einen Stimmenzuwachs von 5,7 Prozentpunkten und einen Zuwachs von 10 Mandaten auf nunmehr 44 Mandate bedeutete) sowie die FDP mit 12,8 % (was einen Verlust von 10,2 Prozentpunkten und 19 Mandaten bedeutete). Die Deutsche Partei verfehlte mit einem Stimmenanteil von 4,9 Prozent den Einzug ins Abgeordnetenhaus knapp. Erstmals seit der Spaltung der Stadt stellte sich die Sozialistische Einheitspartei Deutschlands (SED) in West-Berlin einer Abgeordnetenhauswahl. Dabei erreichte sie dort die höchste Stimmenzahl ihrer Geschichte, konnte aber mit einem Stimmanteil von 2,7 % nicht ins Abgeordnetenhaus einziehen.
Suhr bot der CDU auf Grund der angespannten politischen Lage Berlins eine Koalition an, welcher diese auch zustimmte. Am 11. Januar 1955 wurde Suhr zum neuen Regierenden Bürgermeister gewählt.
| Wahl vom 5. Dezember 1954 | Wahl vom 5. Dezember 1954 | Wahl vom 5. Dezember 1954 | Wahl vom 5. Dezember 1954 |
| ------------------------- | ------------------------- | ------------------------- | ------------------------- |
| Wahlberechtigte           | 1.694.896                 |                           |                           |
| Wahlbeteiligung           | 1.555.511                 | 91,8 %                    |                           |
| SPD                       | 684.906                   | 44,6 %                    | 64 Mand.                  |
| CDU                       | 467.117                   | 30,4 %                    | 44 Mand.                  |
| FDP                       | 197.204                   | 12,8 %                    | 19 Mand.                  |
| DP                        | 75.321                    | 4,9 %                     | — Mand.                   |
| SED                       | 41.375                    | 2,7 %                     | — Mand.                   |
| BHE                       | 39.236                    | 2,5 %                     | — Mand.                   |
| WVM                       | 26.886                    | 1,8 %                     | — Mand.                   |
| FSU                       | 2.366                     | 0,2 %                     | — Mand.                   |
| USPD                      | 1.482                     | 0,1 %                     | — Mand.                   |
| Summen                    |                           | 100,0 %                   | 127 Mand.                 |